# El esclarecimiento sexual del niño
El esclarecimiento sexual del niño, (Carta abierta al doctor M. Fürst) (en alemán, Zur sexuellen Aufklärung der Kinder, (Offener Brief an Dr. M. Fürst), es un artículo de Sigmund Freud publicado en 1907 en una revista de medicina social e higiene.

## Sobre el artículo
Solicitado por el doctor M. Fürst, médico de Hamburgo, Freud escribió este artículo para una revista de medicina social e higiene. Ernest Jones señala que Freud discutió más extensamente este tema en un debate en la Sociedad Psicoanalítica de Viena en 1909, habiéndolo considerado en una reunión anterior en 1907. Freud volvió a abordar el tema en su obra Análisis terminable e interminable (1937), demostrando que la cuestión es más compleja de lo que parece a primera vista en el artículo mencionado.

## Contenido
El artículo escrito por Freud aborda el tema del esclarecimiento sexual de los niños. Freud comienza mencionando que su experiencia profesional en problemas sexuales lo ha llevado a considerar la importancia de brindar información sexual adecuada y oportuna a los niños. Se cuestiona por qué se oculta la sexualidad a los niños y argumenta que negarles información solo aumentará su curiosidad y los llevará a buscar conocimiento, exponiéndolos a otras fuentes menos confiables. Freud sostiene que los niños tienen interés y capacidad intelectual para comprender los aspectos básicos sexuales desde una edad temprana.
En el artículo, Freud menciona el caso de un niño llamado Hans, que a los tres años ya mostraba un vivo interés por su cuerpo y por las diferencias entre los sexos. Freud considera que este interés temprano no indica una disposición patológica, sino una curiosidad natural que no debe ser reprimida. Además, señala que los niños tienen preguntas sobre el origen de los hijos y que las respuestas vagas o engañosas pueden socavar su confianza en los adultos y llevar a la desconfianza.
Freud argumenta en contra de negar a los niños el esclarecimiento sexual que buscan. Considera que si se niega a los niños la información que buscan, se les priva de la capacidad de pensar de manera autónoma y se fomenta la sumisión a la autoridad. Además, señala que los niños que no reciben respuestas a sus preguntas sexuales pueden desarrollar teorías erróneas y distorsionadas sobre el sexo, lo que afecta su desarrollo sexual y emocional.